# CNBC
A CNBC egy amerikai hírtelevíziós csatorna, amelynek fókuszában a gazdasági és pénzügyi hírek állnak, valamint a tőzsdei és piaci folyamatok. A CNBC az NBCUniversal tulajdonában áll, és székhelye New Jersey-ben található.
A CNBC első adása 1989-ben jelent meg, és azóta világszerte terjeszkedett. Az Egyesült Államokon kívül a CNBC elérhető több mint 100 országban és 385 millió háztartásban. Az amerikai verziója a CNBC World, míg a nemzetközi verziója a CNBC Europe, a CNBC Asia és a CNBC Africa. A CNBC Europe 1996-ban kezdte meg működését, és székhelye Londonban található.
A CNBC jellemzően élő adásokat közvetít, amelyekben gazdasági és pénzügyi szakértők elemzik a legfontosabb piaci eseményeket, híreket és trendeket. A csatorna továbbá interjúkat készít vezető üzletemberekkel és politikusokkal, és olyan műsorokat kínál, mint a "Squawk Box" és a "Mad Money with Jim Cramer".
A CNBC továbbá széles körű digitális tartalmat is kínál, beleértve a CNBC.com weboldalt, az alkalmazásokat és a közösségi média platformokat. Az online platformokon a CNBC a legfrissebb gazdasági híreket, elemzéseket és videókat kínálja, és lehetőséget ad az olvasóknak és nézőknek, hogy részletesen megismerjék a legújabb piaci fejleményeket és a gazdasági trendeket.

## Történet
1989-ben bemutatták az első CNBC-adást az Egyesült Államokban. Az adások elsősorban az amerikai piacokra összpontosítottak, és élő adásokkal és interjúkkal igyekeztek a legfrissebb pénzügyi híreket közvetíteni.
1995-ben a CNBC elindította európai változatát az Egyesült Királyságban, amely Európa-szerte elérhetővé vált. Az európai változat különösen sikeres volt, és a CNBC világszerte terjeszkedni kezdett.
2002-ben a CNBC létrehozta a "Business Day" műsort, amely napi összefoglalót nyújtott a világ vezető piacainak teljesítményéről és a legfrissebb pénzügyi hírekről. A "Business Day" ma is a CNBC egyik legnépszerűbb műsora.
2005-ben elindította a világ első globális gazdasági hírportálját, a CNBC.com-ot, amelyen keresztül a nézők és olvasók széles körű digitális tartalmakhoz férhetnek hozzá, beleértve a legfrissebb pénzügyi híreket, elemzéseket és videókat.
2014-ben indult a "The Profit" műsor, amelyben a milliárdos üzletember, Marcus Lemonis segített kis- és közepes vállalkozásoknak, hogy fejlesszék vállalkozásaikat. A műsor nagyon népszerű volt, és több évadot is megért.

## Díjak
A CNBC az évek során számos díjat nyert, köztük az Emmy-díjat, és elismerést kapott a gazdasági és pénzügyi hírek széles körű tájékoztatása terén.

## Kritikák
Az elmúlt években több kritika is érte. Egyes kritikusok szerint a CNBC túlságosan összpontosít az amerikai piacokra, és nem fordít elég figyelmet a globális piacokra és gazdaságokra. Mások szerint a CNBC túlságosan hajlamos a rövid távú befektetési stratégiákra, és nem fektet elég hangsúlyt a hosszú távú befektetési lehetőségekre.